# Brasil en los Juegos Olímpicos de Atenas 2004
Brasil estuvo representado en los Juegos Olímpicos de Atenas 2004 por un total de 243 deportistas, 124 hombres y 119 mujeres, que compitieron en 26 deportes.
El portador de la bandera en la ceremonia de apertura fue el regatista Torben Grael.

## Medallistas
El equipo olímpico brasileño obtuvo las siguientes medallas:
| Nombre                             | Deporte     | Competición |
| ---------------------------------- | ----------- | ----------- |
| Oro                                |             |             |
| Rodrigo Pessoa (Baloubet du Rouet) | Hípica      | Saltos ind. |
| Marcelo Ferreira Torben Grael      | Vela        | Star M      |
| Robert Scheidt                     | Vela        | Laser M     |
| Equipo                             | Voleibol    | Torneo F    |
| Ricardo Santos Emanuel Rego        | Vóley playa | Torneo M    |
| Plata                              |             |             |
| Equipo                             | Fútbol      | Torneo F    |
| Shelda Bedê Adriana Behar          | Vóley playa | Torneo F    |
| Bronce                             |             |             |
| Vanderlei de Lima                  | Atletismo   | Maratón M   |
| Leandro Guilheiro                  | Judo        | –73 kg M    |
| Flávio Canto                       | Judo        | –81 kg M    |